# Lori Berd
Lori Berd (en armenio: Լոռի բերդ) es una localidad de la provincia de Lori, al este  de Stepanavan, en Armenia.  Aquí se encuentra la fortaleza medieval "Lori Berd" situada en una península a lo largo del profundo corte de los ríos Dzoraget y Tashir.  Lori Berd está situado a una altitud de 1379 m.

## Galería

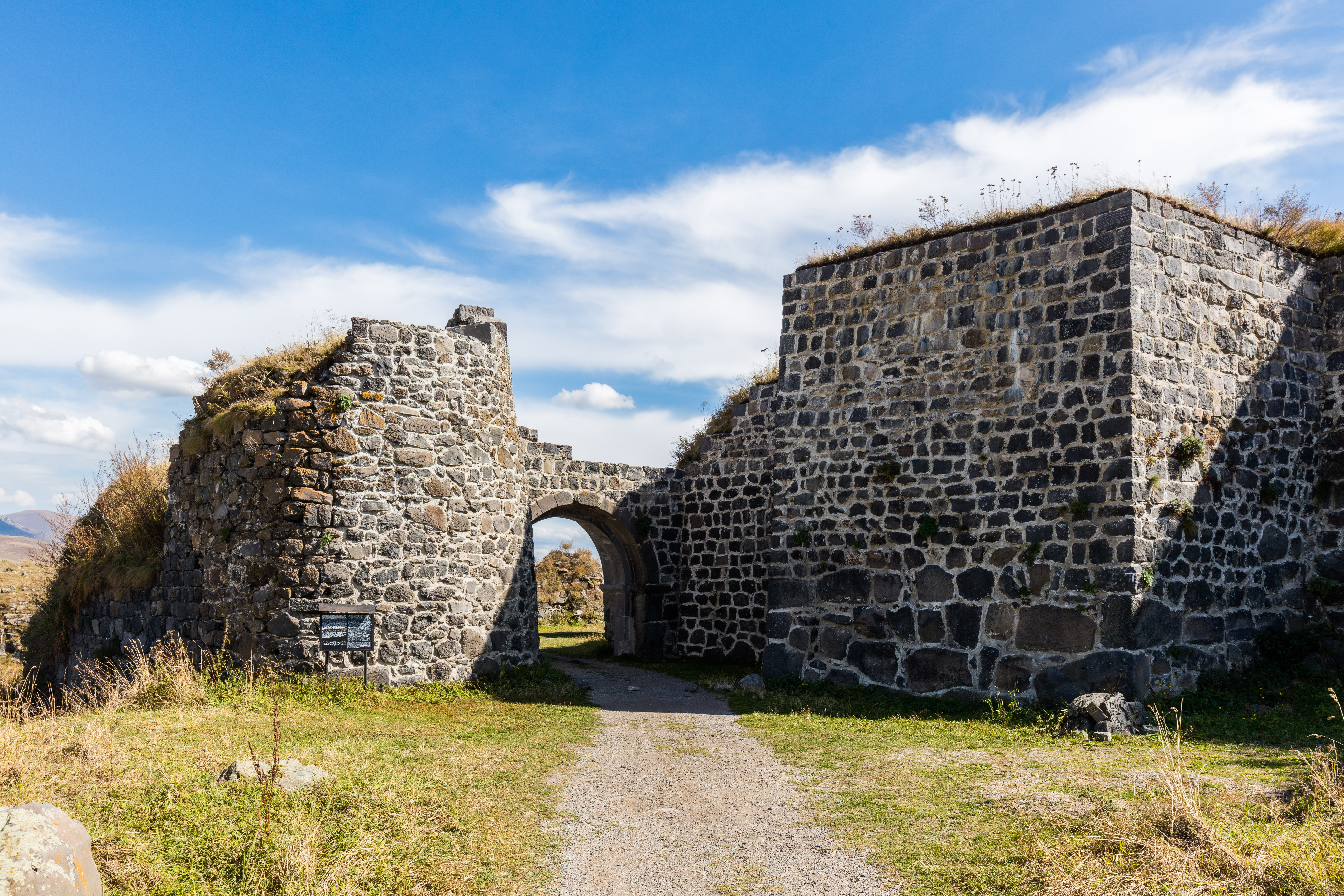
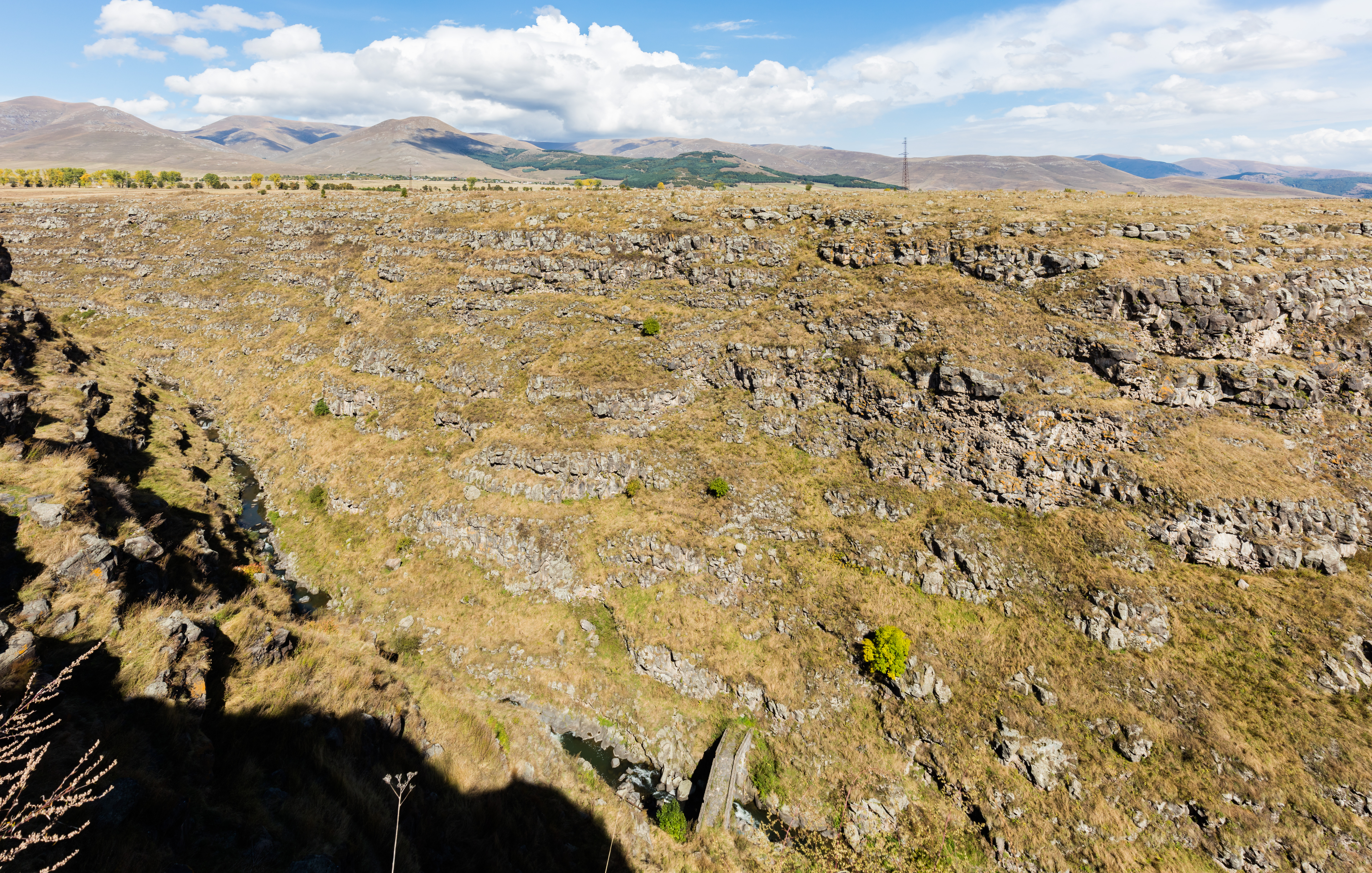
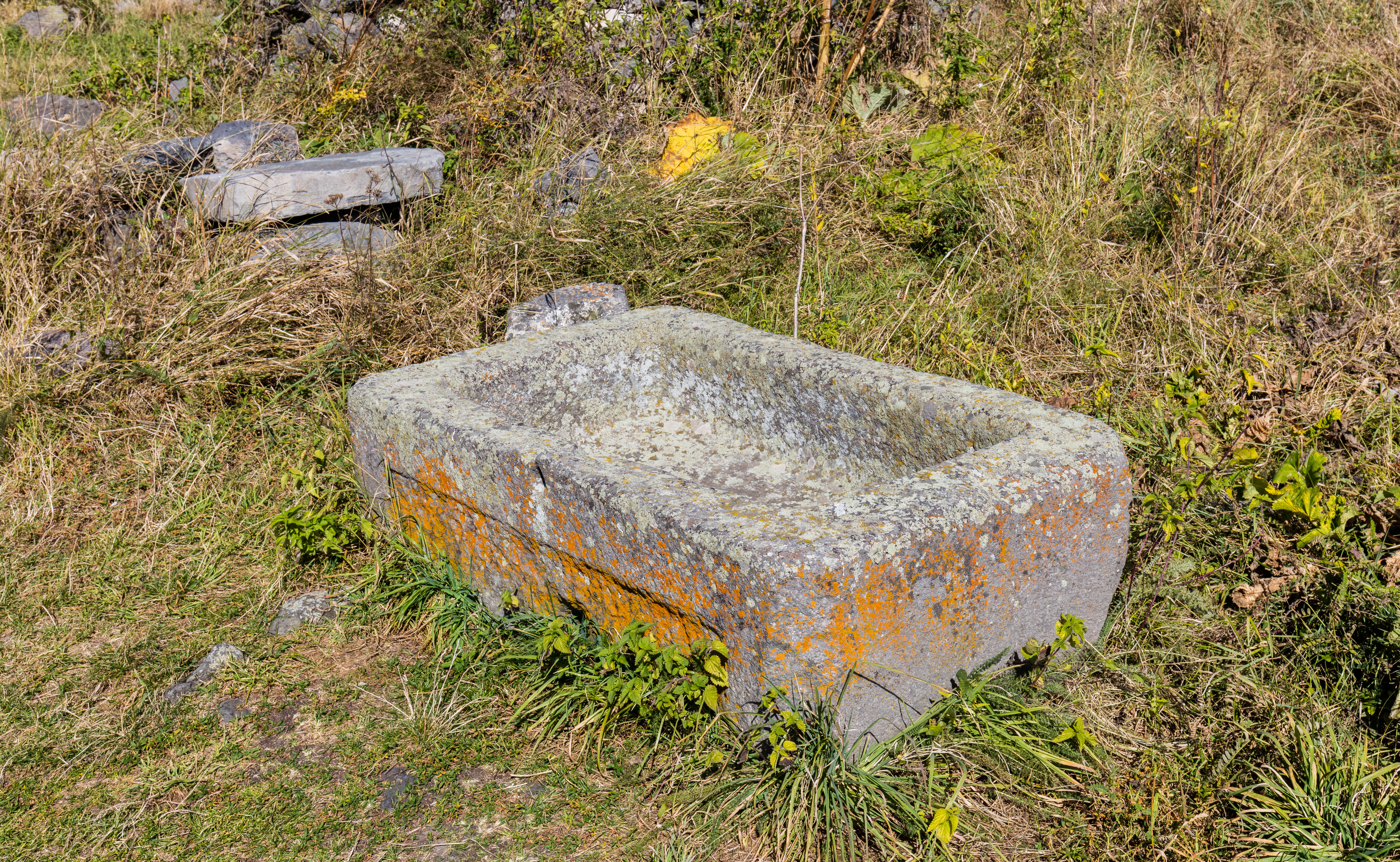
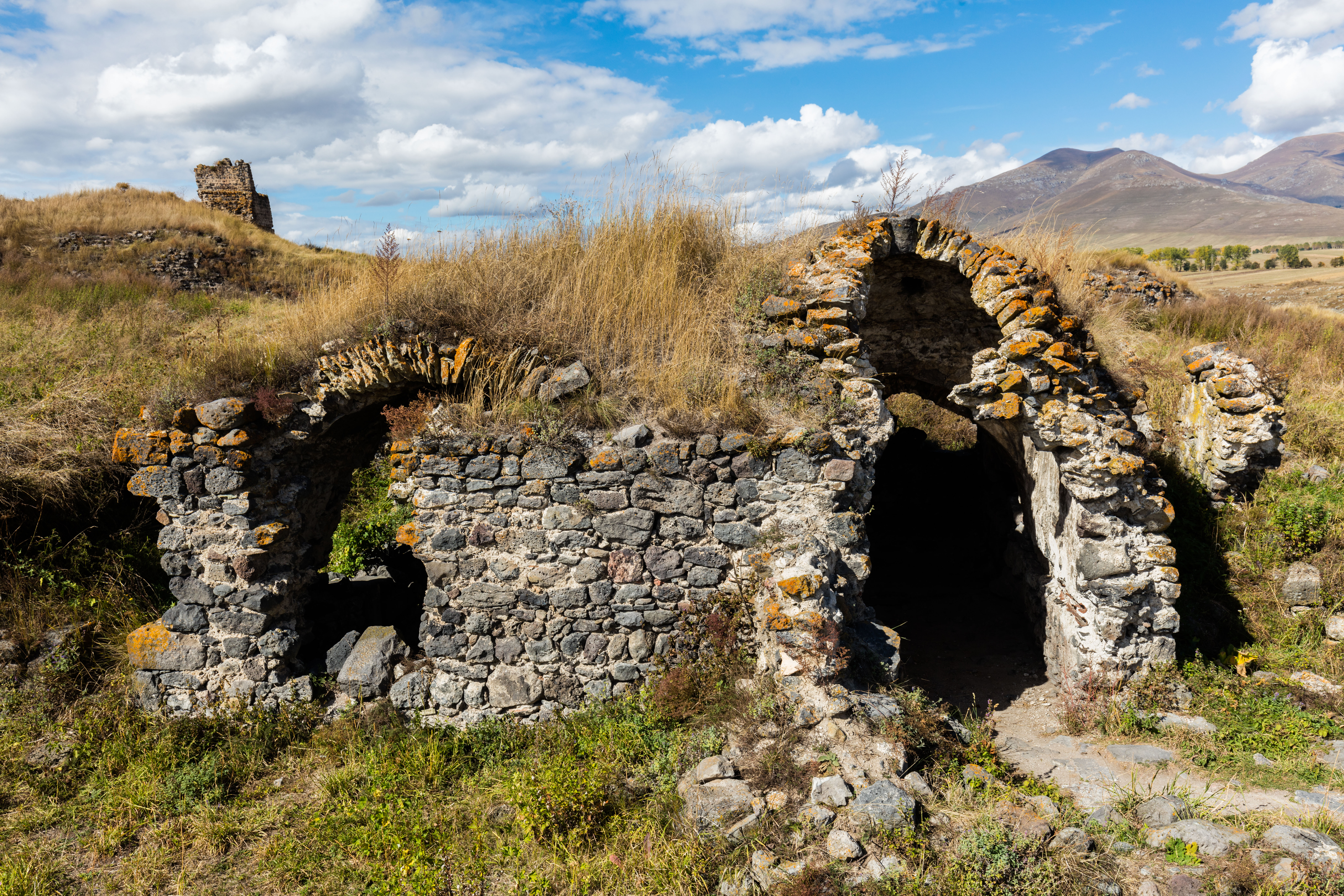
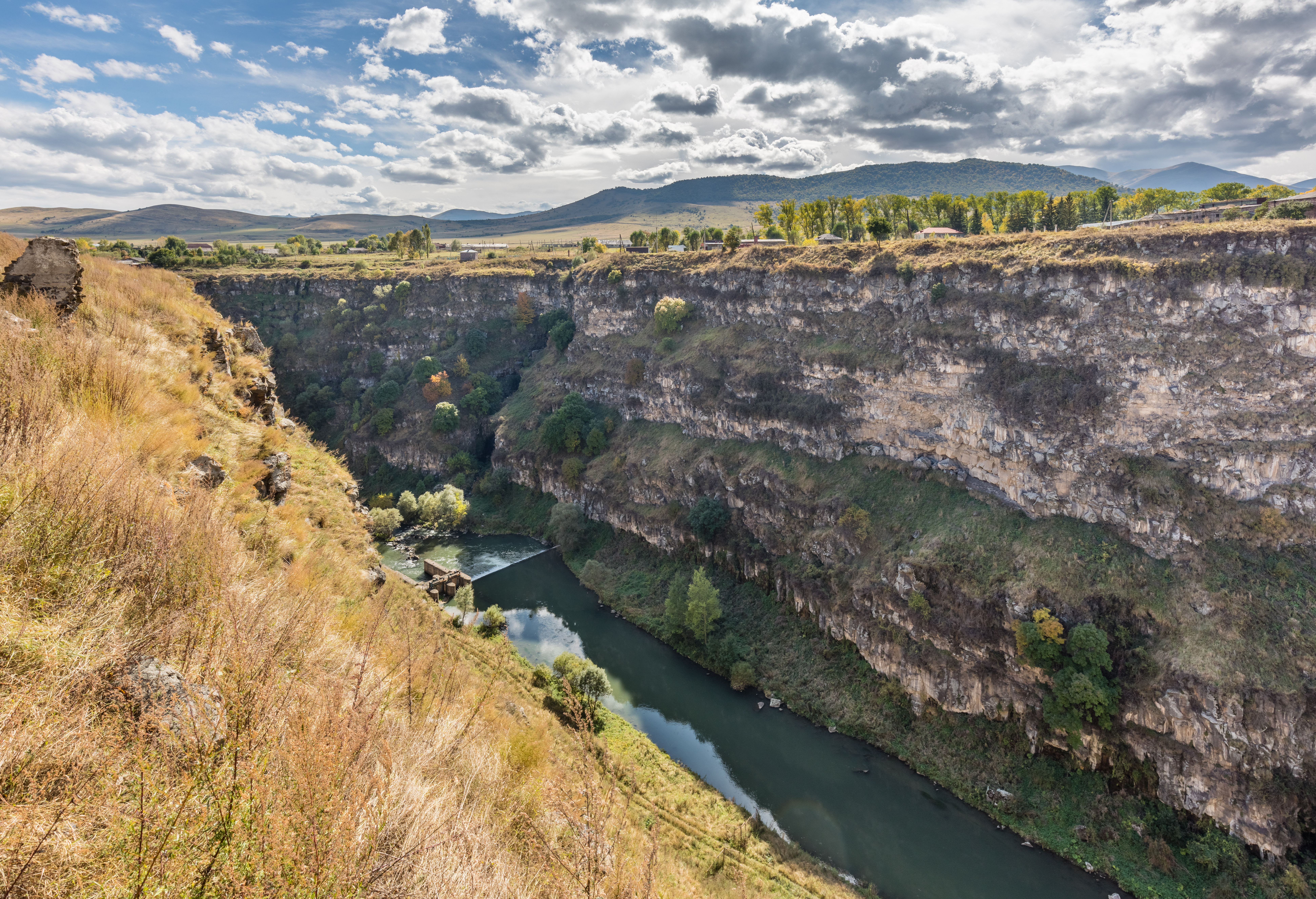
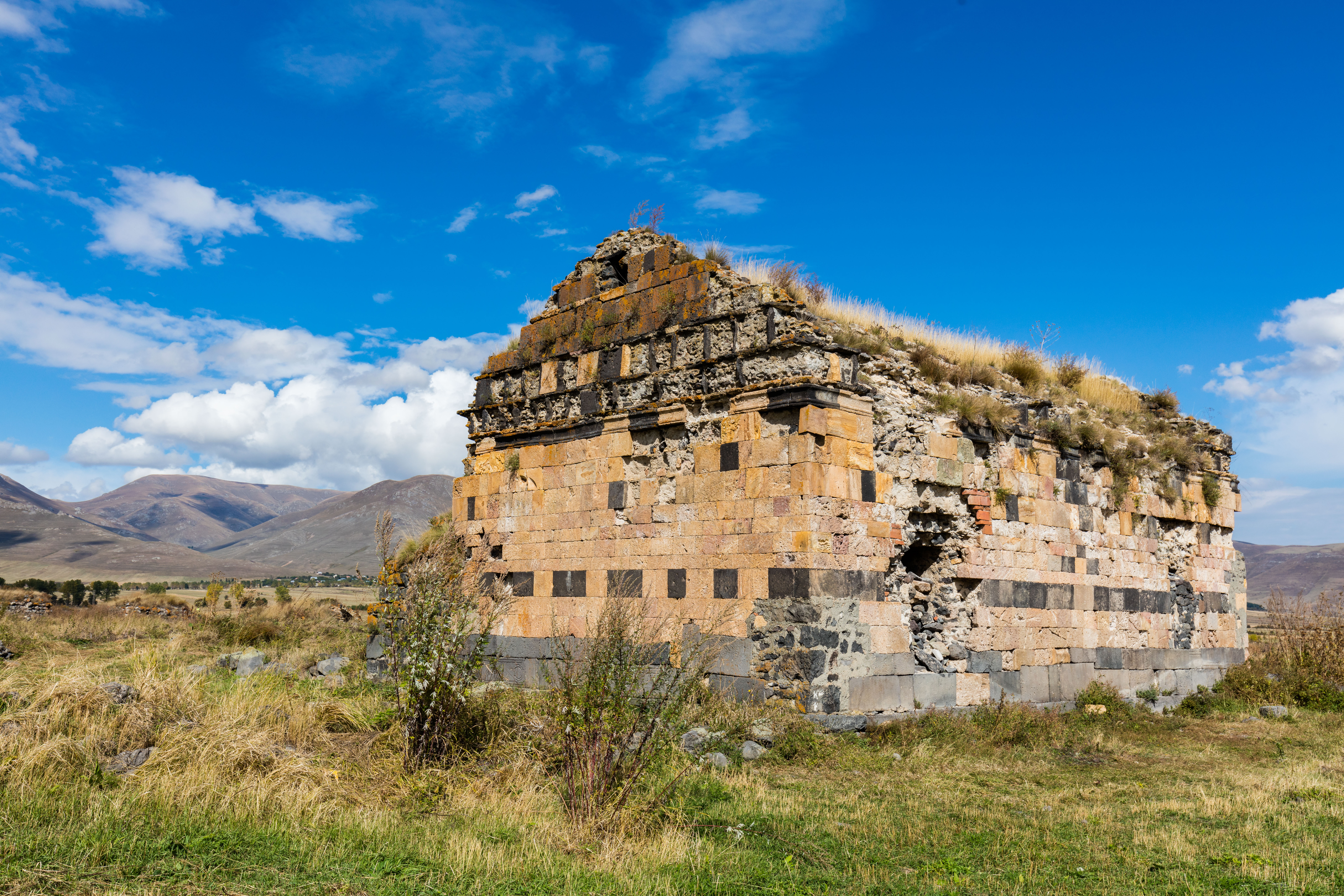
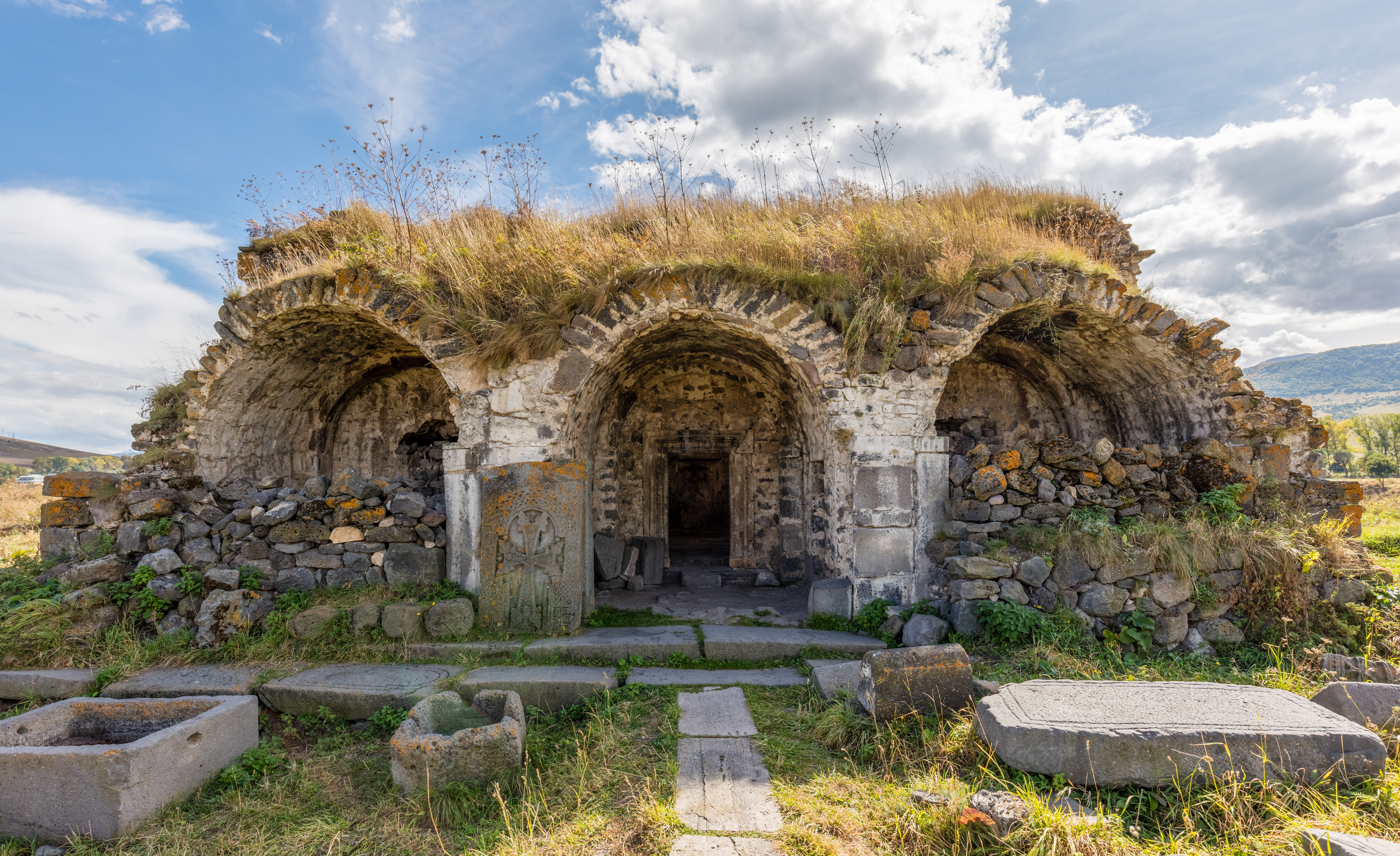
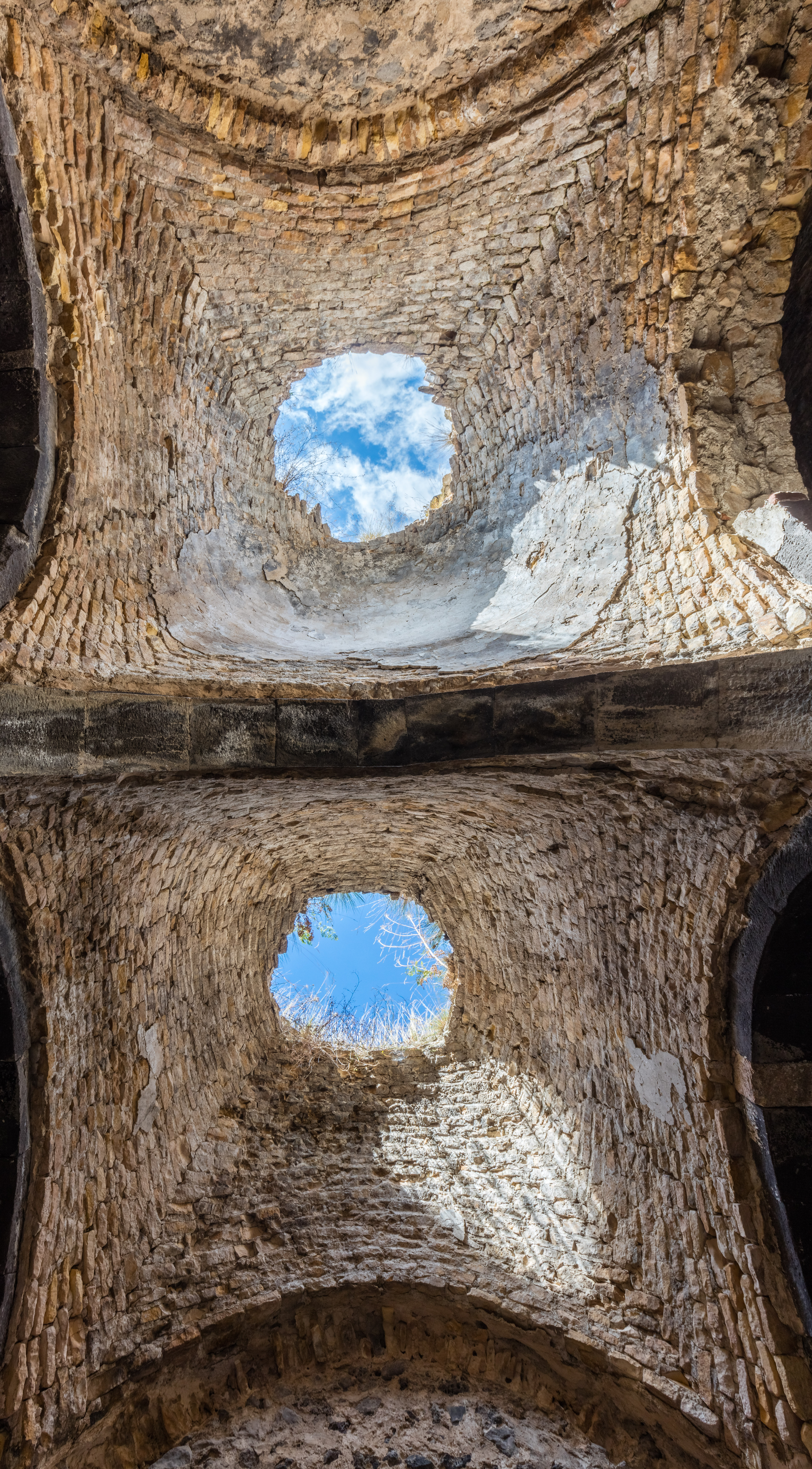
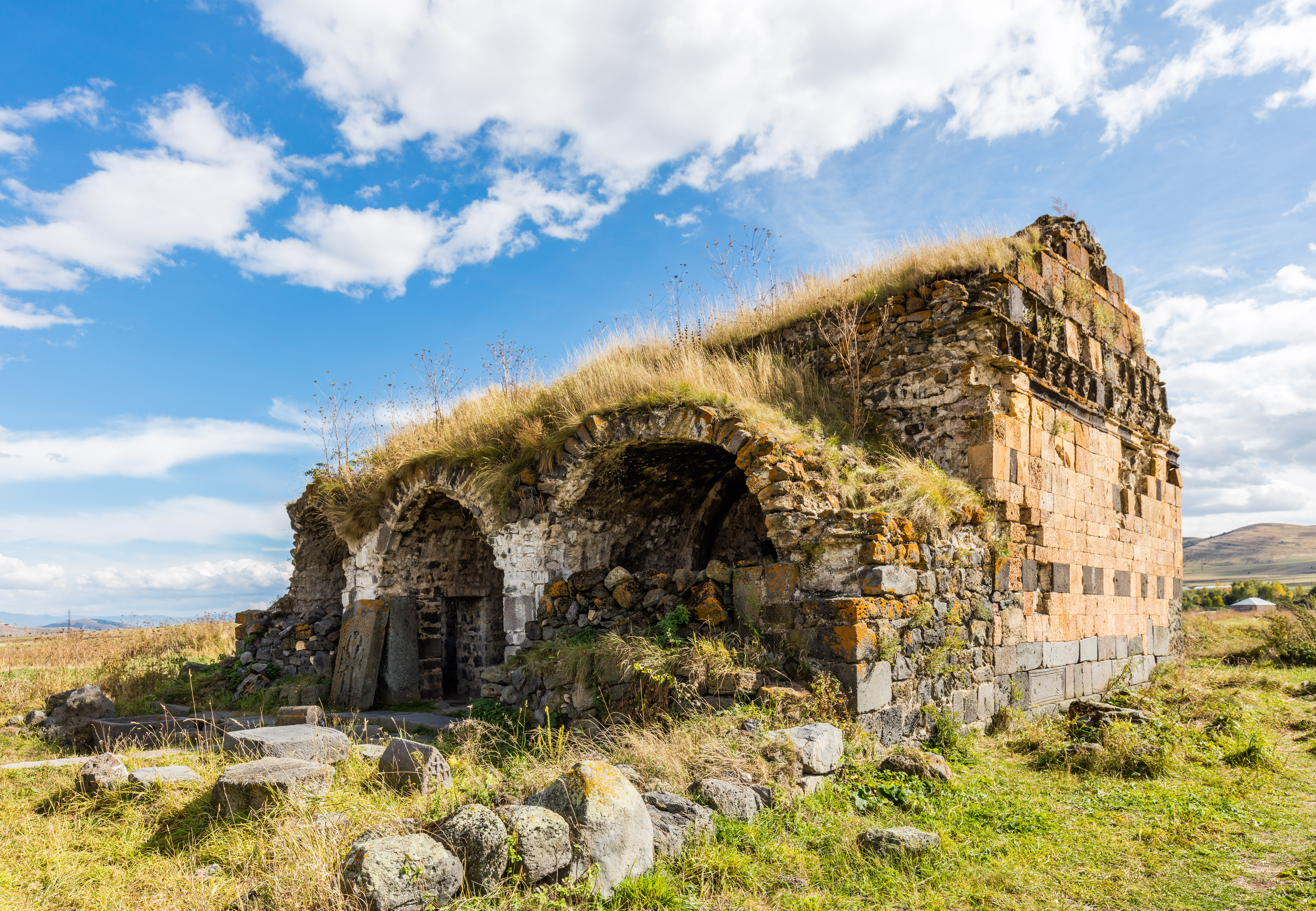
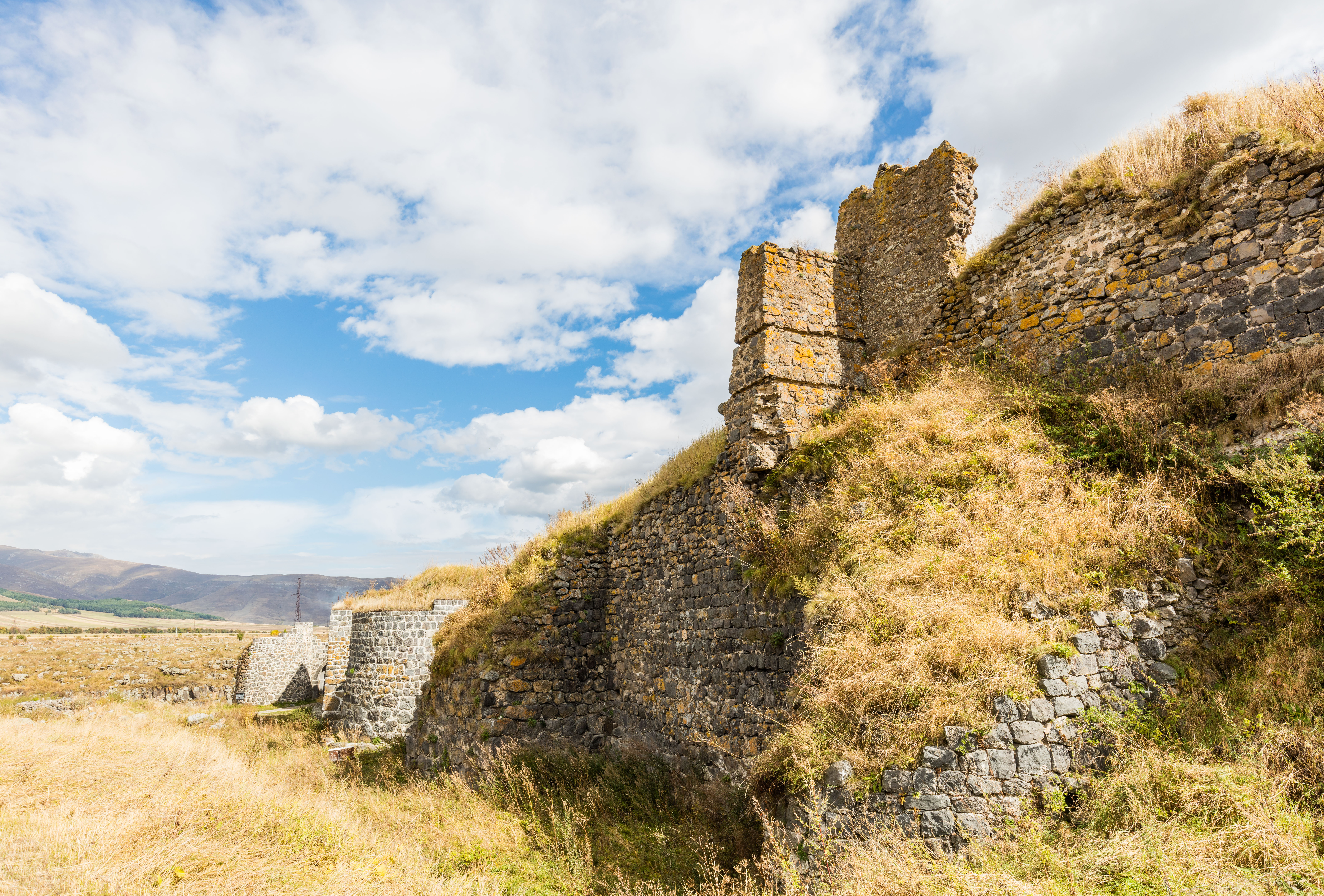
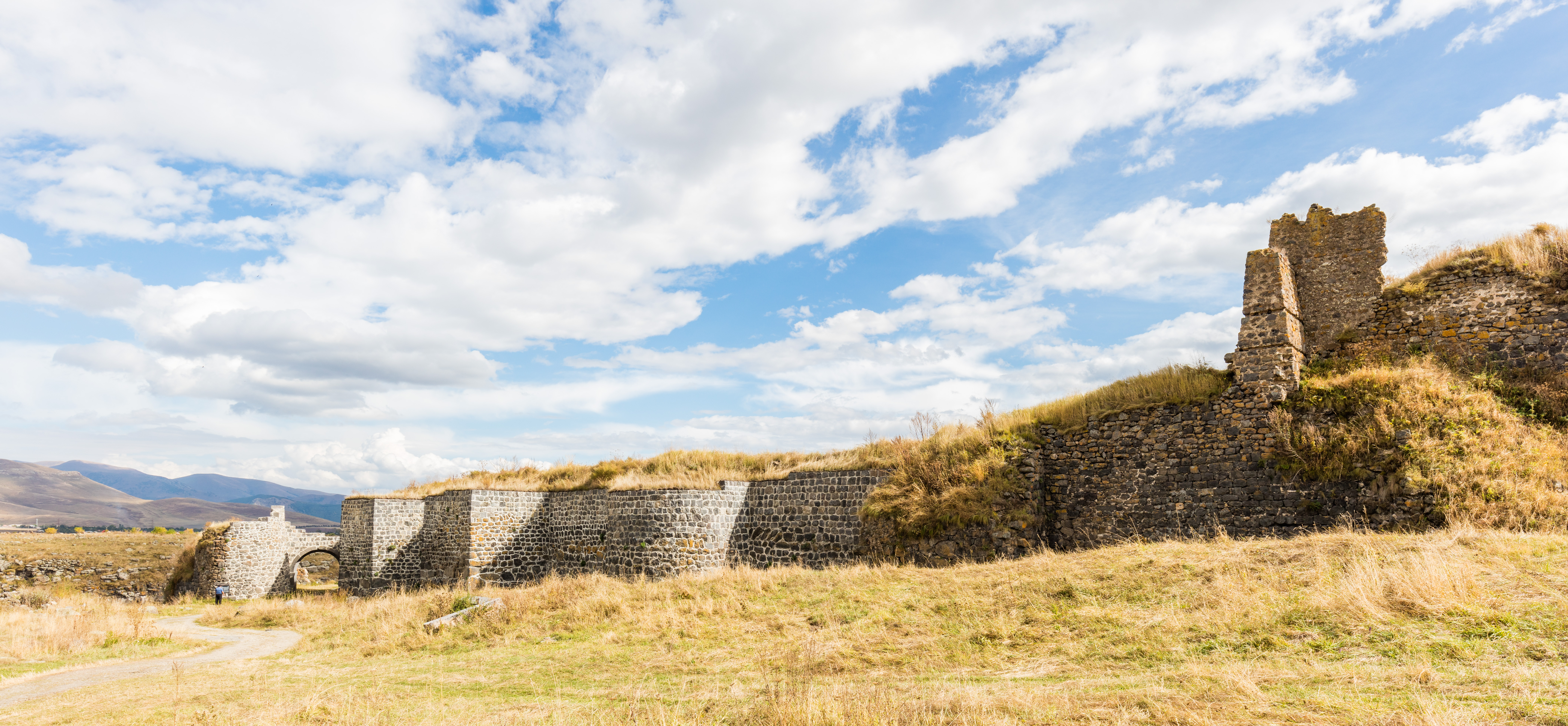

### Ciudades cercanas
- Stepanavan

### Pueblos cercanos
- Bovadzor
- Ledjan
- Amrakits
- Agarak
- Hobardzi